# Canthigaster amboinensis
Canthigaster amboinensis är en fiskart som först beskrevs av Pieter Bleeker 1864.  Canthigaster amboinensis ingår i släktet Canthigaster och familjen blåsfiskar. Inga underarter finns listade.